# Бригидо, Хесус
Хуан Хесус Бригидо Чен (исп. Juan Jesús Brígido Chen; род. 29 сентября 2001, Мехикали) — мексиканский футболист, нападающий клуба «Гвадалахара», выступающий на правах аренды за клуб «Сан-Антонио».

## Клубная карьера
Бригидо — воспитанник клуба «Гвадалахара». В 2021 году игрок начал выступать за фарм-клуб «Тапатио». 4 июля 2023 года в матче против «Леона» он дебютировал в мексиканской Примере. 14 июля в поединке против «Некаксы» Хуан забил свой первый гол за «Гвадалахару».
14 августа 2024 года Бригидо был арендован американским клубом «Сан-Антонио» из Чемпионшипа ЮСЛ. За «Сан-Антонио» он дебютировал 17 августа в матче против «Норт Каролины», в котором, заменив в перерыве между таймами Мачопа Чола, забил победный гол.

## Международная карьера
В 2023 году в составе олимпийской сборной Мексики Бригидо принял участие в домашних Панамериканских играх. На турнире он сыграл в матчах против команд Чили, Доминиканской Республики, Уругвая, Бразилии и США.